# Zhongwei
Zhongwei, tidigare stavat Chungwei, är en stad på prefekturnivå i den autonoma regionen Ningxia i nordvästra Kina. Den ligger omkring 180 kilometer söder om regionhuvudstaden Yinchuan.

## Administrativ indelning
Den egentliga stadskärnan utgörs av ett stadsdistrikt, medan den omgivande landsbygden indelas i två härad:
- Stadsdistriktet Shapotou - 沙坡头区 Shāpōtóu qū ;
- Häradet Zhongning - 中宁县 Zhōngníng xiàn ;
- Häradet Haiyuan - 海原县 Hǎiyuán xiàn.

## Klimat
Genomsnittlig årsnederbörd är 491 millimeter. Den regnigaste månaden är september, med i genomsnitt 100 mm nederbörd, och den torraste är december, med 1 mm nederbörd.